# Fiorinia rhododendri
Fiorinia rhododendri är en insektsart som beskrevs av Takahashi 1935. Fiorinia rhododendri ingår i släktet Fiorinia och familjen pansarsköldlöss.
Artens utbredningsområde är Taiwan. Inga underarter finns listade i Catalogue of Life.